# Вице-президент Никарагуа
Вице-президент Республики Никарагуа (исп.  Vicepresidente de la Republica de Nicaragua) —бывшая государственная  должность, определявшая второе по важности должностное лицо в системе исполнительной власти Республики Никарагуа. Основная конституционная функция вице-президента заключалась в том, что он сменяет Президента Никарагуа в случаях его временного или постоянного (отставки, смерти и пр.) отсутствия.
Последним вице-президентом Никарагуа стала Росарио Мурильо, занимавшая должность с 10 января 2017 года по 30 января 2025.

## Избрание и функции
Действовавшая в тот момент Политическая Конституция от 9 января 1987 года определяла порядок избрания и функции вице-президента в статьях 145—149. Вице-президент избирался вместе с президентом Республики относительным большинством голосов путём всеобщего, равного, прямого, свободного и тайного голосования (ст.146). Вице-президентом мог быть избран только гражданин Никарагуа (ст.147.I) не моложе 25 лет (ст.147.III), обладающий полными гражданскими и политическими правами (ст.147.II).
Вице-президент исполнял функции, порученные ему президентом Республики, и заменял его на посту в случае временного или постоянного отсутствия (ст. 145).
В случае временного отсутствия президента вице-президент получал его полномочия только на период отсутствия. В соответствии со статьёй 144 Конституции 1987 года в это время он осуществлял исполнительную власть, «являлся главой государства, правительства и верховным главнокомандующим сил обороны и безопасности нации» .
В случае если отсутствие президента будет постоянным, вице-президент исполнял его обязанности до истечения конституционного срока полномочий президента, а Национальное собрание избирало нового вице-президента. В случае одновременного отсутствия президента и вице-президента, функции главы государства переходили к председателю Национального собрания или к следующему по статусу должностному лицу. Если отсутствие вице-президента было постоянным, Национальное собрание избирало нового вице-президента. Если постоянно отсутствовали оба высших должностных лица государства, функции президента переходили к председателю Национального собрания, а парламент в течение 72 часов должен был избрать новых президента и вице-президента, которые должны были завершить конституционный срок своих предшественников (ст.149).
Срок полномочий вице-президента, как и президента, составлял 6 лет. Этот срок отсчитывался от 10 января следующего за выборами года. Весь конституционный период исполнения обязанностей вице-президент обладал неприкосновенностью).

## История

### Предшественники
Впервые в этом регионе пост вице-президента был учреждён в Соединённых Провинциях Центральной Америки (1823—1840), частью которых являлась и Никарагуа. Конституция Федерации Центральной Америки от 22 ноября 1824 года предусматривала пост вице-президента Федерации, который избирался народом и исполнял обязанности главы государства во время отсутствия президента (ст.107). Вице-президент должен был быть светским лицом не моложе 30 лет и не менее 7 лет обладать правами гражданства (ст.110). Он избирался на 4 года и мог быть переизбран на второй срок (ст.111). В случае отсутствия президента и вице-президента Национальный конгресс избирал из своей среды сенатора, который временно возглавлял страну (ст.108).

#### Вице-хефе (1826—1838)
В этот период в самой Никарагуа посту вице-президента соответствовала должность Заместителя Главы Государства (Вице-хефе —  Vicegefe del Estado ).
Согласно первой никарагуанской Конституции от 8 апреля 1826 года вице-хефе избирался вместе с Главой (Хефе, Начальником) государства народными собраниями районов и департаментов (ст.47, ст.101) сроком на 4 года без права переизбрания (ст.105). При вступлении в должность оба приносили клятву верности Федеральной конституции Центральной Америки и своему государству (ст.152). Вице-хефе исполнял обязанности Главы государства в период его отсутствия, осуществляя исполнительную власть (ст.100). Он так же принимал на себя исполнительную власть в случае если Глава государства брал на себя командование вооружёнными силами на период военных действий (ст.109.5). Согласно Конституции вице-хефе был также председательствующим в Совете представителей (Consejo Representativo) (ст.97). В случае временного отсутствия первого и второго Глав государства их заменял действующий председатель Совета представителей, в случае постоянного отсутствия созывалась Чрезвычайная ассамблея, которая избирала новых правителей страны (ст.106). Как и другие должностные лица, вице-хефе нёс ответственность за измену Родине, подкуп, неисполнение обязанностей, узурпацию власти и уголовные преступления (ст.153-162). Согласно ст.108 Глава государства после окончания срока полномочий лишался права покидать территорию страны в течение 3 месяцев без разрешения парламента. В отношении вице-хефе это условие не оговаривалось.
Первым вице-хефе Никарагуа 22 ноября 1825 года стал Хуан Аргуэльо, который вскоре стал исполнять обязанности главы государства и 13 августа 1826 года занял на его место. Последним в этой должности оказался Хоакин дель Косио, которому в 1839 году предстояло занять пост Директора (так стала именоваться высшая государственная должность) Никарагуа.

#### Сенатор-заместитель (1838—1893)
Во время Третьей гражданской войны Соединённые Провинции Центральной Америки распались и Никарагуа стала независимым государством. Новая никарагуанская Конституция, принятая 12 ноября 1838 года, не предусматривала постоянного поста заместителя главы государства. В случае отсутствия Директора на его место избирался сенатор (Senador Sustituto), который его замещал (Ст.125-129).
Через 15 лет Конституция от 30 апреля 1854 года ввела пост президента Никарагуа (ст.47), но пост вице-президента пока не был учреждён. Президент мог в случае своего временного отсутствия назначить вместо себя одного из сенаторов, либо такой сенатор избирался Конгрессом в случае постоянного отсутствия президента (ст.50). Сенатор-заместитель мог завершить конституционный период отсутствующего президента (ст.52). Статья 51 Конституции предусматривала процедуру назначения сенатора-заместителя и в случае отсутствия Конгресса — им становился первый в списке сенаторов.
Принятая консерваторами Конституция от 19 августа 1858 года повторяла положения конституции 1854 года, сохраняя прений порядок замещения президента одним из сенаторов, назначенным главой государства, избранным Конгрессом или первым в списке сенаторов (ст.51-52). Согласно этой Конституции в 1860 году заболевший президент генерал Томас Мартинес на четыре месяца передал полномочия главы государства сенатору генералу Фернандо Чаморро Альфаро.
Однако в следующий раз замещение обернулось кризисом всего консервативного режима. В 1889 году сенатор Роберто Сакаса и Сарриа был назначен временным президентом вместо умершего полковника Эваристо Карасо, и обеспечил себе переизбрание на президентский пост. Это вызвало недовольство как среди либералов, как и в среде консерваторов, что вылилось в Либеральную революцию 1893 года, в ходе которой Конституция 1858 года была отменена.

### Вице-президент

#### Первый период (1893 −1896)
Либеральная конституция 10 декабря 1893 года впервые ввела пост вице-президента (Vicepresidente) Никарагуа (ст.93). Он, как и президент, должен был быть дееспособным светским лицом не моложе 25 лет, уроженцем Никарагуа или другой страны Центральной Америки (ст.94) и избирался прямым всеобщим голосованием (ст.95) на 4 года. Вице-президентом не мог быть избран президент, только что закончивший свой конституционный срок (ст.96). В случае отсутствия президента Вице-президент принимал власть до конца его конституционного периода (ст.98).
Первым вице-президентом стал генерал Анастасио Ортис, назначенный на этот пост Учредительным собранием 15 сентября 1893 года. Судьба первого вице-президента сложилась трагически — он был отстранён от должности уже 1 сентября следующего года, возглавил восстание против президента Хосе Сантоса Селайи, был разбит и умер в изгнании в Гондурасе. Сменивший его Хуан Франсиско Бака был отстранён от должности в 1896 году и также примкнул к вооружённой оппозиции. Новый вице-президент не был назначен, а новая конституция 1898 года такого поста уже не предусматривала. Не упоминала о вице-президенте и Конституция 1905 года, согласно которой президент мог назначить исполняющим свои обязанности одного из трёх министров одобренных парламентом (ст.76).

#### Второй период (1910 −1939)
Пост вице-президента был восстановлен только после падения Хосе Сантоса Селайи. Конституция от 4 апреля 1910 года делала его вторым по важности в государственной иерархии (ст.5), однако она не вступила в силу. Тем не менее 29 августа того же года вице-президентом был назначен Адольфо Диас. 12 января 1912 года была принята новая Политическая Конституция, которая также предусматривала пост вице-президента, оставшегося вторым лицом в государстве (ст.84.9.1). Он должен был обладать всеми политическими правами, быть уроженцем Никарагуа, светским лицом в возрасте не моложе 30 лет (ст.102) и замещал президента в случае его отсутствия (ст.101, 106). В случае постоянного отсутствия президента и до вступления вице-президента в его права функции главы государства осуществлял министр внутренних дел (ст.107). Вице-президент, как и президент, избирался всеобщим прямым и открытым голосованием (ст.103) абсолютным большинством голосов, либо выбирался Конгрессом из двух претендентов, набравших наибольшее число голосов (ст.84.2). На этот пост не могли быть избраны родственники президента республики (ст.105). Срок полномочий президента и вице-президента составлял 4 года и начинался 1 января (ст.104). Если и вице-президент не мог завершить текущий конституционный срок, вопрос о преемственности власти решал Конгресс (ст.106). Согласно ст.108 Президент лишался права покидать территорию страны в период своих полномочий без разрешения парламента. В отношении вице-президента это условие не оговаривалось.
На этот раз должность просуществовала 27 лет, и за этот период в стране сменилось 9 вице-президентов. Из них трое стали президентами: Адольфо Диас, избранный на этот пост, Бартоломе Мартинес, сменивший умершего Диего Чаморро, и Хуан Баутиста Сакаса, сначала провозглашённый президентом в изгнании, а затем победивший на президентских выборах.
Принятая после прихода к власти генерала Анастасио Сомосы Конституция от 22 марта 1939 года упразднила пост вице-президента. Вопрос о временном замещении президента или преемственности власти передавался Конгрессу Никарагуа. Не предусматривали поста вице-президента и Конституции 1948 и 1950 годов.

#### Третий период (1963 −1972)
В сентябре 1956 года, когда Анастасио Сомоса погиб в результате покушения, срочно созванный Национальный конгресс назначил временным президентом Никарагуа его сына полковника Луиса Сомосу, являвшегося председателем Палаты депутатов. В 1962 году, завершая свой президентский срок, он провёл конституционную реформу, которая восстановила пост вице-президента. При этом 1 мая 1963 года вместе с новым президентом Рене Шиком Гутьерресом на посты вступили сразу три вице-президента. В 1966 году, после смерти Шика Гутьерреса число вице-президентов было сокращено до двух, при этом обязанности президента стал исполнять вице-президент Лоренсо Герреро Гутьеррес. Третий представитель династии Сомоса генерал Анастасио Сомоса Дебайле, вступая на пост президента 1 мая 1967 года, так же назначил двух вице-президентов.
Очередной, девятилетний, период существования должности вице-президента завершился в 1972 году. 31 августа 1971 года Конгресс Никарагуа отменил конституцию 1950 года, 1 мая 1972 года президент Анастасио Сомоса передал власть временному Триумвирату и назначение на пост вице-президента больше не производилось. Конституция от 14 марта 1974 года не упоминала такого поста, ст.86 определяла, что в случае своего отсутствия Президент передавал власть министру внутренних дел. Однако и это положение Конституции оказалось необязательным к исполнению. Когда в период сандинистской революции 1979 года Сомоса был вынужден уйти в отставку, он передал власть председателю Палаты депутатов Франсиско Уркуйо, который был одним из вице-президентов в 1967—1972 годах.
Введённый сандинистами 21 августа 1979 года Органический статут (Основной закон) отменял Конституцию 1974 года и упразднял сам пост президента (ст.3) . Все полномочия исполнительной и законодательной власти вплоть до принятия новой политической конституции передавались Руководящему совету Правительства национального возрождения и Государственному совету (ст.10) .
.

#### Четвёртый период (1985-2025)
В третий раз восстановила пост вице-президента сандинистская Политическая конституция от 9 января 1987 года, которая действовала до 30 января 2025 года. Впрочем, вице-президент, которым стал известный писатель и политик Серхио Рамирес, был избран задолго до её принятия — 6 ноября 1984 года и приступил к обязанностям 10 января 1985 года вместе с президентом Даниэлем Ортегой. С этого дня в Никарагуа сменилось 9 вице-президентов, представлявших различные политические силы. Один из них, Энрике Боланьос, стал президентом Никарагуа на период 2002—2007 годов. В 1995-97 годах пост вице-президента впервые в истории страны занимала женщина, Хулия де ла Крус Мена Ривера.

## Список вице-президентов Никарагуа
| Порядок | Портрет | Имя                                                              | Назначение       | Отставка        | Политическая партия                            |
| ------- | ------- | ---------------------------------------------------------------- | ---------------- | --------------- | ---------------------------------------------- |
| 1.      |         | Анастасио Ортис Anastasio Ortiz                                  | 15 сентября 1893 | 9 января 1894   | Либеральная партия                             |
| 2.      |         | Хуан Франсиско Бака Francisco Baca                               | 9 января 1894    | 24 февраля 1896 |                                                |
| 3.      |         | Адольфо Диас Ресинос Adolfo Díaz Recinos                         | 29 августа 1909  | 9 мая 1911      | Консервативная партия                          |
| 4.      |         | Фернандо Солорсано Fernando Solórzano                            | 1 января 1913    | 1 января 1917   | Консервативная партия                          |
| 5 .     |         | Немесио Мартинес Nemesio Martínez                                | 1 января 1917    | 1 января 1921   | Консервативная партия                          |
| 6 .     |         | Бартоломе Мартинес Bartolomé Martínez                            | 1 января 1921    | 17 октября 1923 | Консервативная партия                          |
| 7 .     |         | Хуан Баутиста Сакаса Juan Bautista Sacasa                        | 1 января 1925    | 12 января 1926  | Либеральная партия                             |
| 8 .     |         | Эмилиано Чаморро Варгас Emiliano Chamorro Vargas                 | 12 января 1926   | 14 марта 1926   | Консервативная партия                          |
| 9.      |         | Энок Агуадо Фарфан Enoc Aguado Farfan                            | 1 января 1929    | 1 января 1933   | Консервативная партия                          |
| 10.     |         | Родольфо Эспиноса Rodolfo Espinosa                               | 1 января 1933    | 6 июня 1936     | Либеральная партия                             |
| 11.     |         | Франсиско Наварро Альварадо Francisco Navarro Alvarado           | 1 января 1937    | 1 марта 1939    |                                                |
| 12.     |         | Сильвио Аргуэльо Карденаль Silvio Argüello Cardenal              | 1 мая 1963       | 4 августа 1966  | Либеральная националистическая партия          |
| 13.     |         | Густаво Раскоски Gustavo Raskosky                                | 1 мая 1963       | 4 августа 1966  | Либеральная националистическая партия          |
| 14.     |         | Лоренсо Герреро Гутьеррес Lorenzo Guerrero Gutiérrez             | 1 мая 1963       | 4 августа 1966  | Либеральная националистическая партия          |
| 15.     |         | Сильвио Аргуэльо Карденаль Silvio Argüello Cardenal              | 4 августа 1966   | 1 мая 1967      | Либеральная националистическая партия          |
| 16.     |         | Густаво Раскоски Gustavo Raskosky                                | 4 августа 1966   | 1 мая 1967      | Либеральная националистическая партия          |
| 17.     |         | Франсиско Уркуйо Мольяньос Francisco Urcuyo Maliaños             | 1 мая 1967       | 1 мая 1972      | Либеральная националистическая партия          |
| 18.     |         | Альфонсо Кальехас Дешон Alfonso Callejas Deshón                  | 1 мая 1967       | 1 мая 1972      | Либеральная националистическая партия          |
| 19.     |         | Серхио Рамирес Меркадо Sergio Ramírez Mercado                    | 10 января 1985   | 25 апреля 1990  | Сандинистский фронт национального освобождения |
| 20.     |         | Вирхилио Годой Рейес Virgilio Godoy Reyes                        | 25 апреля 1990   | 1995            | Независимая либеральная партия                 |
| 21.     |         | Хулия де ла Крус Мена Ривера Julia Mena                          | 22 октября 1995  | 10 января 1997  | Независимая либеральная партия                 |
| 22.     |         | Энрике Хосе Боланьос Гейер Enrique José Bolaños Geyer            | 10 января 1997   | 6 октября 2000  | Альянс за республику. Подал в отставку.        |
| 23.:    |         | Леопольдо Наварро Leopoldo Navarro                               | 24 октября 2000  | 10 января 2002  | Либеральная конституционалистская партия       |
| 24.     |         | Хосе Рисо Кастельон José Rizo Castellón                          | 10 января 2002   | 10 октября 2005 |                                                |
| 25.     |         | Альфредо Гомес Уркуйо Alfredo Gómez Urcuyo                       | 10 октября 2005  | 10 января 2007  |                                                |
| 26.     |         | Хайме Моралес Карасо Jaime Morales Carazo                        | 10 января 2007   | 10 января 2012  | Либеральная конституционалистская партия       |
| 27.     |         | Моисес Омар Эльеслевенс Асеведо Moisés Omar Halleslevens Acevedo | 10 января 2012   | 10 января 2017  |                                                |
| 28.     |         | Росарио Мурильо Rosario Murillo                                  | 10 января 2017   | действующий     | Сандинистский фронт национального освобождения |